# 巴达戈阿恩
巴达戈阿恩（Badagoan），是印度中央邦Shajapur县的一个城镇。总人口6566（2001年）。

## 人口
该地2001年总人口6566人，其中男性3438人，女性3128人；0—6岁人口1142人，其中男590人，女552人；识字率46.04%，其中男性为60.99%，女性为29.60%。